# Club Ciclista de San Sebastián
Club Ciclista de San Sebastián fue un club deportivo de la ciudad de San Sebastián (Guipúzcoa), España, actualmente desaparecido. Fundado a principios del siglo XX, se dedicó básicamente a la práctica del ciclismo, aunque es recordado principalmente por su efímera sección de fútbol, que se proclamó Campeona de España en 1909 y por ser el antecesor directo de la Real Sociedad de Fútbol.

## Historia
El Club Ciclista de San Sebastián fue fundado en febrero de 1907 como un club deportivo dedicado a la práctica del ciclismo, pero este deporte contaba por aquella época ya con cierta tradición y una gran afición en la ciudad. El principal impulsor de esta afición fue Julián Comet, un ciudadano francés, afincado en la ciudad a finales del siglo XIX, quien, a través del comercio que poseía, fue el introductor de la bicicleta en la ciudad. Comet, gran amante del ciclismo, fue el creador del primer, pero efímero, velódromo de la ciudad, instalado en 1886 en Alderdi Eder. Posteriormente, junto a su compatriota Gervais, construyó el Velódromo de Atocha, por donde pasarían las figuras del ciclismo mundial de la época.
Esa actividad ciclista cuajó en 1907 con la fundación del Club Ciclista de San Sebastián, institución muy activa desde su inicio y en la que el propio Comet tuvo un papel destacado. Al año de su fundación, en agosto de 1908, el club fue encargado de organizar en San Sebastián el Campeonato de España de Ciclismo en Pista.

### La sección de fútbol
La historia de la sección de fútbol del Club Ciclista se remonta a 1907 cuando un grupo de futbolistas donostiarras que con anterioridad habían formado parte del Recreation Club de Tenis, formando el «San Sebastián Foot-ball Club» en 1908. Empleando como terreno de juego el antiguo Velódromo de Atocha, perteneciente al Club Ciclista. El uso compartido llevó a que el 21 de septiembre de 1908 ambas sociedades llegaran a la fusión naciendo el «Ciclista Foot-ball Club», con Federico Ferreirós de presidente. Una racha seguida de triunfos frente a rivales regionales y extranjeros alentó a los ciclistas a presentarse al Campeonato de España. Sin embargo, el equipo que formaban no estaba formalmente establecido y carecía de licencia federativa por lo que buscaron el paraguas de una entidad que sí tuviera dicha licencia para poder presentarse al campeonato de 1909. Finalmente, lograron que el Club Ciclista de San Sebastián les prestara su nombre para participar en el campeonato de España, al poseer mayor antigüedad. 

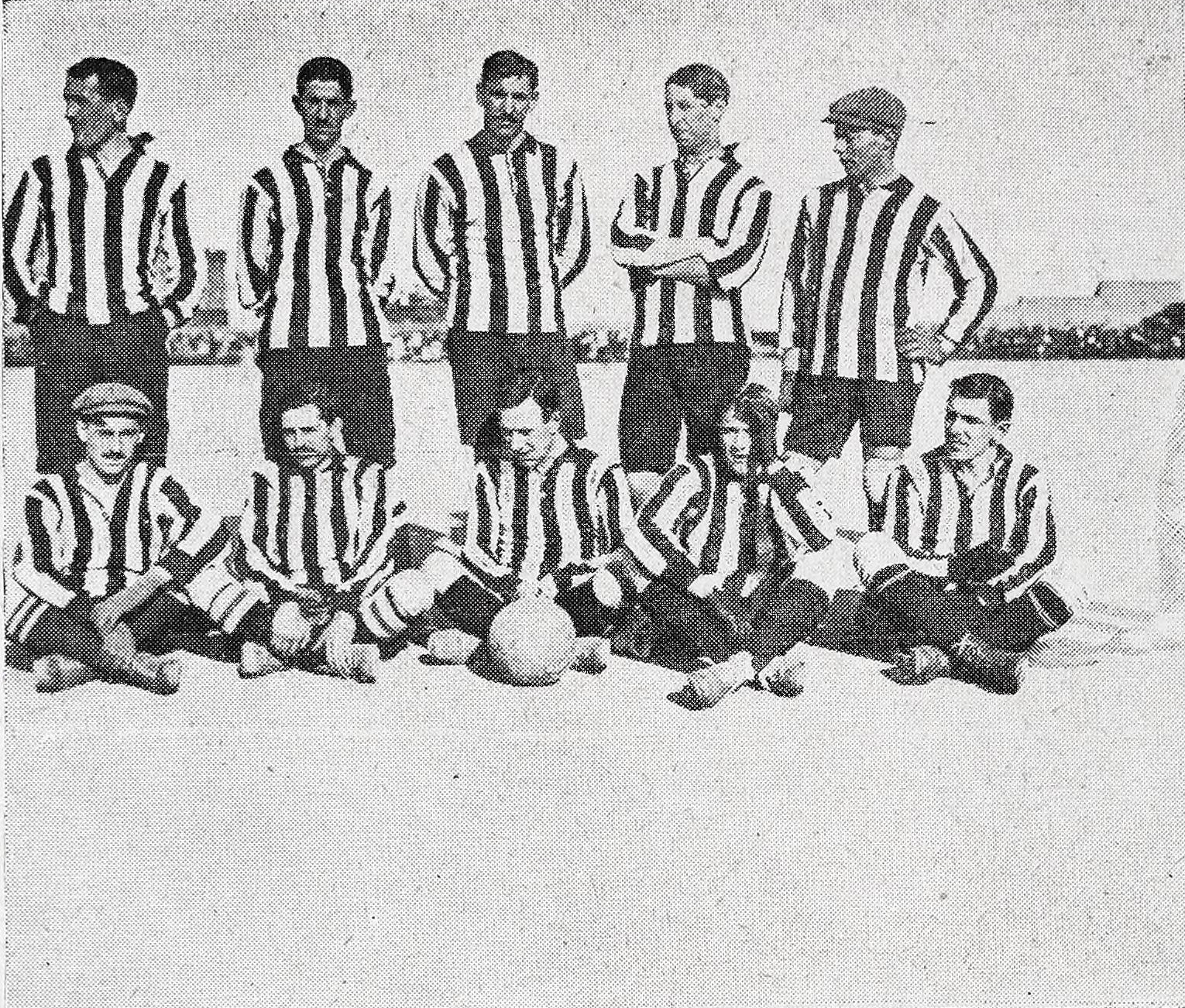
Fubtolistas que ganaron en Madrid el Campeonato de España de fútbol de 1909

A la fase final de Madrid llegaron el Club Ciclista, el Foot-Ball Club Barcelona, el Club Galicia, el Athletic Club y el Español de Madrid. Los donostiarras se proclamaron campeones del torneo derrotando en la final a los madrileños por 3-1. La plantilla donostiarra estaba formada por Pedro Bea, Alfonso Sena, Manuel Arocena, Domingo Arrillaga, Bonifacio Echeverría, José Rodríguez, Miguel Sena, Mariano Lacort, C. F. Simmons, G. McGuiness y J. Biribén. 

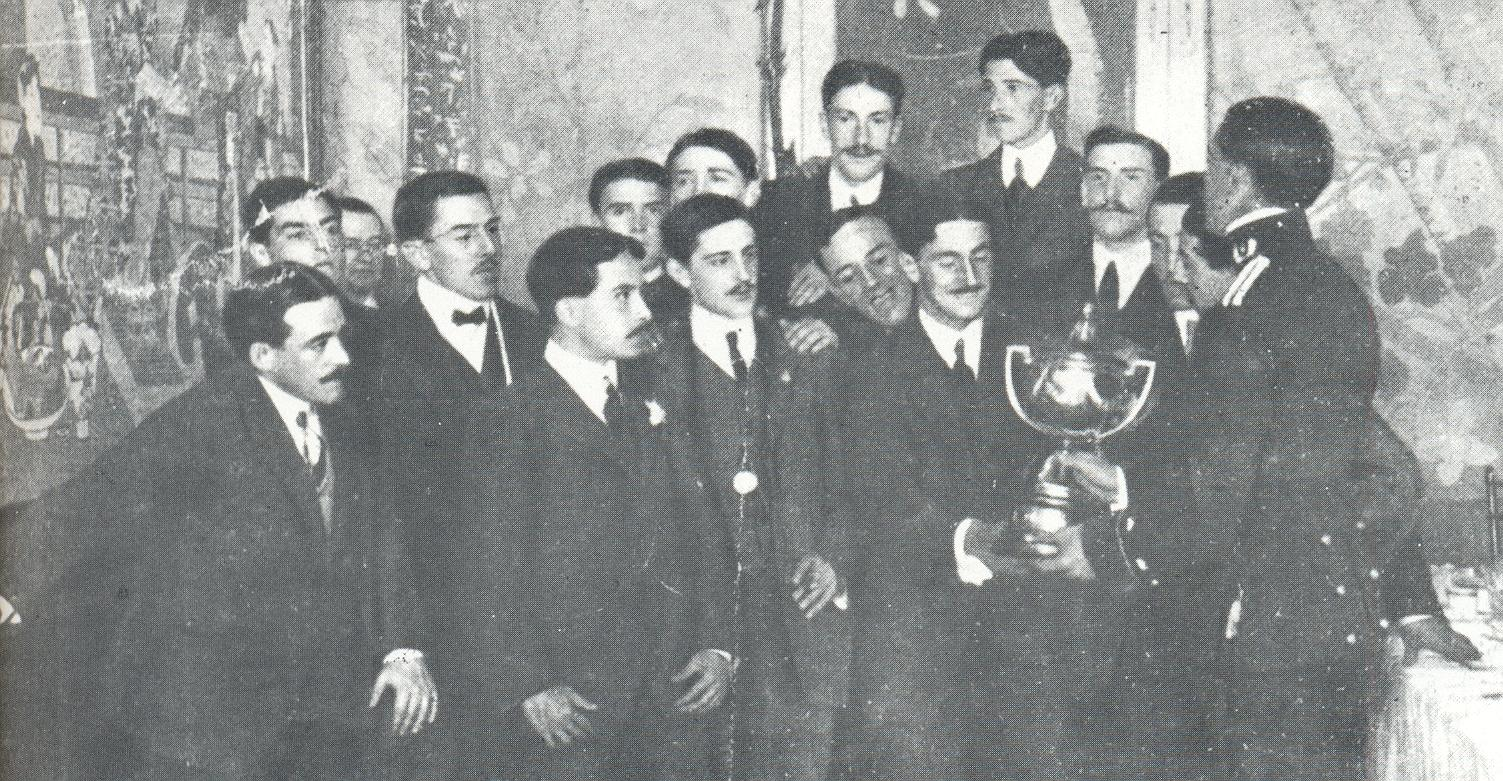
Jugadores del Club Ciclista recibiendo la Copa de 1909

Pocos meses después de esta victoria, los jugadores que habían ganado el torneo fundaron el 7 de septiembre de 1909 la Sociedad de Football, quedando desligados definitivamente del Club Ciclista.
Es muy conocida la anécdota de la maldición de Mr. Comet relacionada con el Club Ciclista y la Real Sociedad de Fútbol. Pocos años después de la fundación de la Real Sociedad, en 1913, y debido al auge que estaba tomando este deporte se construyó el Estadio de Atocha. Para su construcción se tuvo que demoler el velódromo que ocupaba el lugar y que había sido construido unos años antes tras grandes esfuerzos por parte del Club Ciclista y de su presidente, el francés afincado en San Sebastián, Monsieur Comet. Molesto por el trato recibido por parte de los footballeurs a los que había ayudado unos años antes, Comet lanzó una famosa maldición que fue durante mucho tiempo recordada en San Sebastián: Jamás la Real será campeona. Si el Club Ciclista se había proclamado campeón al primer intento, la Real Sociedad tuvo que esperar casi 80 años para ganar su primer título de Copa.